# Le Ménil-Bérard
Le Ménil-Bérard (lə me.nil.be.ʁaʁⓘ) es una población y comuna francesa, situada en la región de Baja Normandía, departamento de Orne, en el distrito de Mortagne-au-Perche y cantón de Moulins-la-Marche.

## Demografía
| 90 | 81 | 68 | 75 | 64 | 68 |
| Para los censos de 1962 a 1999 la población legal corresponde a la población sin duplicidades (Fuente: INSEE [Consultar]) |    |    |    |    |    |